# Papyrus 45
Papyrus 45 (P45 or P. Chester Beatty I ) is een van de vroege handschriften van het Nieuwe Testament dat deel uitmaakt van de Chester Beatty Papyri, een groep papyri, waartoe papyri behoren met onderdelen van het Oude Testament, papyri zoals deze, met onderdelen van het Nieuwe Testament en papyri met apocriefe boeken. Papyrus 45, is waarschijnlijk vervaardigd rond AD 250 in Egypte. Het bevat de Griekse tekst van het Evangelie volgens Matteüs 20-21 and 25-26; het Evangelie volgens Marcus 4-9 and 11-12; het Evangelie volgens Lucas 6-7 and 9-14; het Evangelie volgens Johannes 4-5 and 10-11; en van Handelingen van de Apostelen 4-17. Het manuscript wordt tegenwoordig bewaard in de Chester Beatty Bibliotheek te Dublin, Ierland, behalve het blad met Matteüs 25:41-26:39 dat zich bevindt in de Österreichische Nationalbibliothek, te Wenen.

## Herkomst
De Chester Beatty papyri zijn waarschijnlijk aanvankelijk in handen gekomen van illegale handelaren. Daardoor zijn de omstandigheden rond de vondst en de vindplaats niet duidelijk. Volgens één verslag werden ze gevonden in kruiken bij een koptische begraafplaats bij de ruïnes van de antieke stad Aphroditopolis (Atfih, zie Lijst van steden van het oude Egypte). Andere theorieën stellen dat de verzameling werd gevonden in de Fajoem en niet bij Aphroditopolis, of dat de vindplaats een christelijke kerk of klooster was en niet een begraafplaats. De papyri werden door Alfred Chester Beatty gekocht, naar wie de manuscripten zijn genoemd.
De vondst van de papyri werd bekendgemaakt op 19 november 1931, terwijl in de tien jaar daarna nog meer bladen zouden opduiken. Frederic G. Kenyon liet tussen 1933 en 1958 de handschriften uitgeven in een werk in acht delen The Chester Beatty Biblical Papyri: Descriptions and Texts of Twelve Manuscripts on Papyrus of the Greek Bible. De papyri worden meestal gecatalogiseerd als P. Chester Beatty gevolgd door een Romeins cijfer tussen de I-XII, een voor ieder manuscript. Papyrus 45 is Papyrus Chester Beatty I.

## Toestand vanPapyrus 45
Het handschrift is zwaar beschadigd en er ontbreken delen. Het vel papyrus was gebonden in een codex, in boekvorm, die waarschijnlijk bestaan heeft uit 220 bladen, waarvan er nog 30 over zijn (twee van het Evangelie volgens Matteüs; zes van het Evangelie volgens Marcus, zeven van het Evangelie volgens Lucas, twee van het Evangelie volgens Johannes en dertien van Handelingen van de Apostelen). Van alle bladzijden ontbreken er gedeelten, er zijn maar weinig regels compleet. De bladen van Matteüs en Johannes zijn het kleinst.
De oorspronkelijke bladzijden waren ongeveer 25 bij 20cm. Andere geschriften die uit de derde eeuw zijn overgebleven, bevatten meestal alleen óf de Evangeliën óf de Algemene zendbrieven óf de Brieven van Paulus. Dit handschrift bevatte daarentegen waarschijnlijk meer dan één groep boeken van het Nieuwe Testament. Deze hypothese is gebaseerd op de wijze van inbinden van de codex.

## De tekst
Vanwege de uitgebreide beschadigingen is het deskundigen moeilijk gevallen te bepalen tot welk type de tekst gerekend moet worden.
Frederic G. Kenyon typeerde in The Chester Beatty Biblical Papyri, Descriptions and Texts of Twelve Manuscripts on Papyrus of the Greek Bible in 1933 de tekst als "Caesareaans" (zie ook familie 13), daarbij de definitie volgend van Burnett Hillman Streeter.
Hollis Huston had kritiek op Kenyons weergave van enkele gedeeltelijk bewaarde gebleven woorden, en concludeerde dat de hoofdstukken 6 en 11 van Marcus in P45 niet in één teksttype onder te brengen waren, en al helemaal niet in het Caesareaanse, omdat het manuscript ouder is dan de 4e- en 5e-eeuwse bijbelse handschriften, waaraan de indeling in teksttypen of tekstfamilies is ontleend.
Papyrus 45 heeft een betrekkelijke statistische overeenkomst met de Codex Washingtonianus, en in mindere mate met Familie 13. Eldon Jaw Epp heeft naar voren gebracht dat deze losse samenhang suggereert dat er geen verbinding bestaat met een
(pre-)Caesareaanse tekst, hoewel de band met de Alexandrijnse tekst van de Codex Vaticanus, de westerse tekst van de Codex Bezae, en de Byzantijnse tekst van de Textus Receptus nog losser is.
Een andere hypothese is dat P45 uit de Alexandrijnse traditie afkomstig is, maar dusdanig geredigeerd is, dat hij "verwesterd" lijkt.
Hoewel het nog steeds, moeilijk is Papyrus 45 historisch in te delen in een tekstfamilie, zijn de meeste geleerden het er tegenwoordig over eens dat de tekst niet Caesareaans is, zoals aanvankelijk geopperd door Kenyon. Het teksttype varieert tussen de verschillende Bijbelboeken: de tekst van het evangelie volgens Marcus komt het dichtst bij het Caesareaanse type, Handelingen van de Apostelen komt het dichtst bij het Alexandrijnse type, terwijl de overige ergens tussen Westers en Alexandrijns in zitten.